# Laki Peak
Der Laki Peak (englisch; bulgarisch връх Лъки wrach Laki) ist ein 1250 m hoher und vereister Berg an der Nordenskjöld-Küste des Grahamlands auf der Antarktischen Halbinsel. In den südwestlichen Ausläufern des Detroit-Plateaus ragt er 8,85 km westlich des Mount Hornsby, 14,3 km nordnordöstlich des Dolen Peak, 4,82 km ostsüdöstlich des Zasele Peak und 31,1 km südöstlich des Volov Peak zwischen den oberen Abschnitten des Eliason- und des Polaris-Gletschers auf.
Die bulgarische Kommission für Antarktische Geographische Namen benannte ihn 2011 nach der Stadt Laki im Süden Bulgariens.